# 中烏格里尼夫
48°55′28″N 24°21′10″E / 48.92444°N 24.35278°E
中烏格里尼夫（烏克蘭語：Середній Угринів），是烏克蘭西部的村莊，隸屬伊萬諾-弗蘭科夫斯克州的卡盧什區。該村處於別列日尼齊亞河畔，始建於1447年，面積11.27平方公里，2001年人口878。